# Viale Alcide De Gasperi
Viale Alcide De Gasperi, comunemente chiamata viale De Gasperi, è un ampio e elegante viale del centro cittadino, è una delle principali di San Benedetto del Tronto.

## Descrizione
Il dopoguerra, vede un ritorno allo sviluppo dell'urbanistica cittadina. L'urbanizzazione della cittadina si espande a sud dell'Albula. Nato principalmente tra gli anni 60 e 70 nel periodo di massimo sviluppo edilizio, connotandosi per la sua alta densità edilizia e di popolazione, vede la nascita un nutrito numero di palazzine che variano da 10 a 14 piani. Assieme alla Strada statale 16 Adriatica e al Lungomare sono le principali strade cittadine che collegano il nord e sud dela città e viceversa. 

### Caratteristiche
È una strada commerciale, lunga circa 750 metri, di larghezza variabile da 25 metri a 45 metri nei pressi della sede comunale. Collega il centro cittadino dal ponte sull'Albula al ponte Torrente delle Fornaci e corre parallelamente al Lungomare. Caratterizzato da due ampie carreggiate con spartitraffico, composto da alberi di vario genere, entrambe le carreggiate presentano ampi marciapiedi. Il viale si caratterizza per la presenza di numerose attività commerciali.

## Istituzioni
- Sede municipio della città di San Benedetto del Tronto
- Auditorium Comunale "Giovanni Tebaldini"[1]

## Istruzione
- Liceo Classico "Giacomo Leopardi"
- Liceo Scientifico "Benedetto Rosetti"
- Biblioteca comunale multimediale "Giuseppe Lesca"

### Parchi
- Parco Karol Wojtyla — dedicato alla memoria Papa Giovanni Paolo II, inaugurato il 27 aprile 2014, giorno della Canonizzazioni celebrate da Giovanni Paolo II, in estate ospita feste di quartiere ed eventi come il cinema all’aperto.[2]

## Sculture
- La Sibilla — è un'opera dello scultore Giuseppe Marinucci, realizzata assemblando materiali ferrosi di recupero che danno vita alla rappresentazione suggestiva della mitologica figura.[3]
- La famiglia del pescatore — situata presso il giardino di piazza Bambini del Mondo della sede municipale di San Benedetto del Tronto, è un'opera in bronzo dello scultore offidano Aldo Sergiacomi, un omaggio ai pescatori, alla forza fisica e morale di una categoria che ha fatto la storia e anche la fortuna della città.[4]
- I bambini della guerra —  in piazza Bambini del Mondo, su cui si affaccia il Municipio, anzi proprio su una parete del Palazzo comunale, colpisce l'attenzione una scultura di Ugo Nespolo intitolata I bambini della guerra.[5]